# Geogarypus formosus
La contaminación del agua en el Riachuelo
Introducción:
La contaminación del agua es un problema grave que afecta al medio ambiente y a las personas. Uno de los casos más conocidos en Argentina es el del Riachuelo, un río que atraviesa parte de Buenos Aires y que desde hace muchos años está muy contaminado. Este trabajo tiene como objetivo analizar las causas, consecuencias y posibles soluciones para este problema.

La principal causa de la contaminación del Riachuelo es la gran cantidad de fábricas que tiran desechos tóxicos directamente al río sin tratarlos. También influyen los basurales a cielo abierto, las aguas servidas sin tratamiento y la falta de control del Estado. Durante muchos años, no se hizo nada para frenar esta situación, lo que empeoró el problema.
Las personas que viven cerca del Riachuelo están expuestas a enfermedades como problemas en la piel, diarreas, infecciones y afecciones respiratorias. Muchas de estas personas son de bajos recursos y no tienen acceso a agua potable ni a sistemas de cloacas, lo que hace que su situación sea aún más complicada.

El ecosistema del Riachuelo también está muy afectado. La contaminación ha destruido la vida acuática, y muchas especies de peces y plantas desaparecieron. Además, el agua sucia contamina los suelos cercanos y contribuye al calentamiento global por la descomposición de los residuos.

Es urgente tomar medidas para limpiar el Riachuelo y evitar que se siga contaminando. Se necesita un trabajo en conjunto entre el gobierno, las empresas y la sociedad. Cuidar el agua es cuidar la vida, y todos tenemos que ser responsables para lograr un ambiente más sano para todos.

## Distribución geográfica
Se encuentra en Brasil.